# Євтропій із Сента
Євтропій (III чи IV століття) — святий, перший єпископ Сента. День пам'яті — 30 квітня.

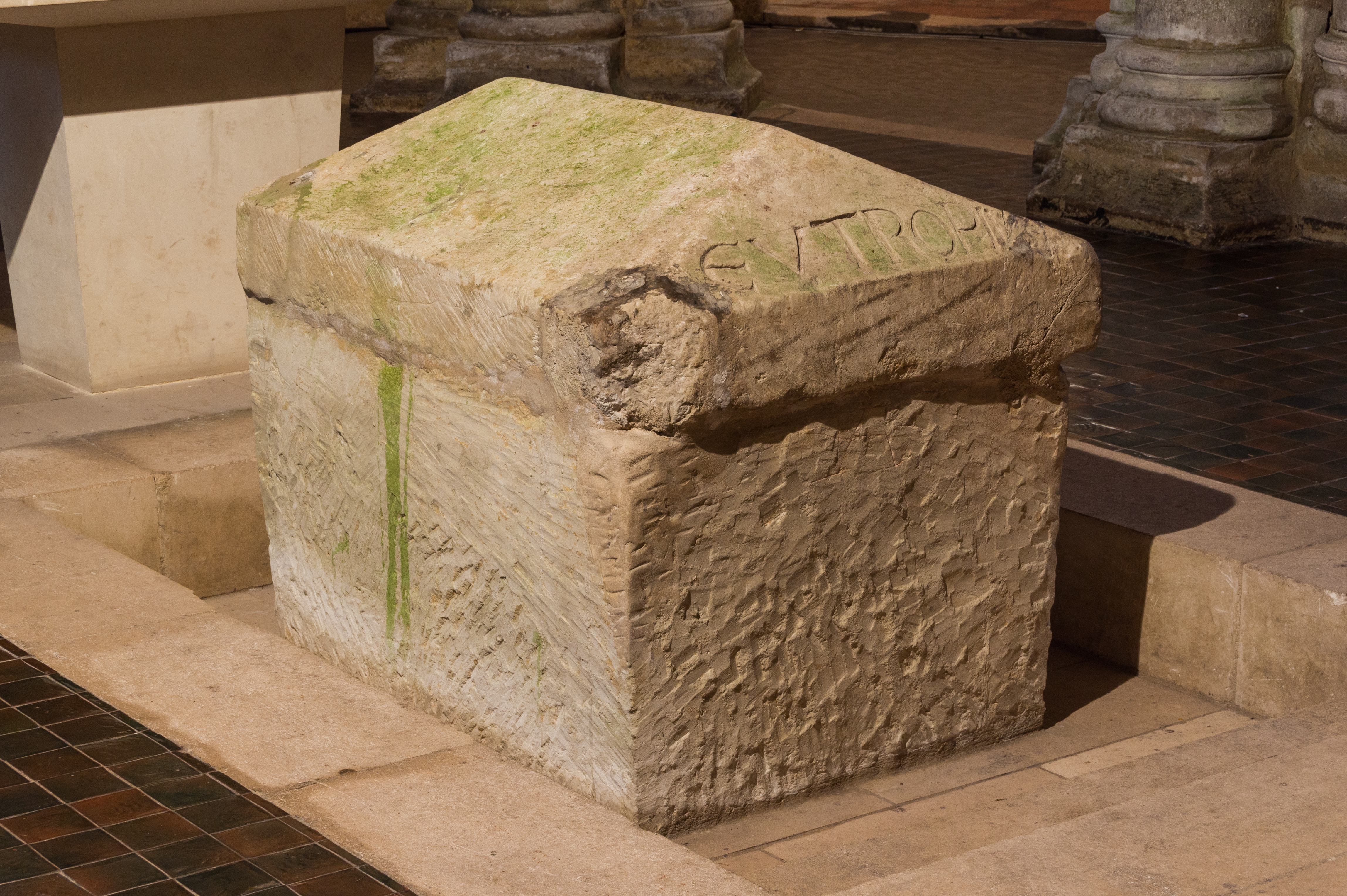
Гробниця святого Євтропія в базиліці святого Євтропія в Сенті.

Згадується у свв. Венанція Фортуната і Григорія Турського, який прибув на проповідь до Галії за часів імператора Децій (249-251). Також згадується як мученик у In gloriam martyrum (гл. LVI), написаній бл. 590 року.

## Загадковий персонаж
Про нього відомо дуже мало; навіть дата його єпископства невідома. Його життя було довірено усній традиції, а уява оповідачів поступово перетворила його на справжню легенду.
У середні віки, а потім і в XV–XVI століттях було написано багато життєписів Євтропія. Набагато більше, ніж таємнича особа, святий Євтропій став легендарною постаттю в багатьох житіях, написаних про нього, і віршах, присвячених йому.

## Його життя
Існує багато легенд про життя святого Євтропія Святого. Усі ці легенди, будуючись одна на одній, часто не мають історичного підґрунтя, і з часом різні автори додають все нові й нові деталі та навіть персонажів навколо святого. Найяскравішим із цих доповнень є свята Євстелія, яка з'являється в найдавніших легендарних текстах як головна учениця Євтропи, освяченої діви, і яка навіть зрештою стала мученицею, хоча її існування не засвідчено в жодному стародавньому тексті.
Найстарішим відомим джерелом є Кодекс Калікста, де Еймері Піко пропонує паломникам до Сантьяго-де-Компостела життя цього великого святого:
Евтроп перського походження (сучасний Іран) є сином царя Ксеркса. Приваблений до Палестини репутацією Ісуса, він зустрів там Марціала, який став першим єпископом Ліможу, а потім його покровителем; легенда також робить його тринадцятим апостолом. Він є свідком розмноження хлібів і риб, а потім тріумфального в’їзду Ісуса в Єрусалим, який відзначається у Вербну неділю. Почувши, що Христа заарештовано, він повертається до Персії, щоб зібрати там армію, яка могла б йому допомогти. Однак Ісус помирає, не встигаючи перегрупувати своїх солдатів. Потім він наказує вбити євреїв у своїй країні, а потім приєднується до апостолів і перших учнів, а потім йде, щоб проповідувати Європу. Тоді Святий Петро відправив його до Сенту, великого римського міста в Галлії. Згідно з деякими легендами, він прибув до Європи на човні, який залишив Марту та Марію Магдалину у Сент-Марі-де-ла-Мер.
Для третіх він подорожував із Діонісія Паризького, який проповідував Париж, або зі святим Марціалом чи Святим Петром. Після прибуття в Сент він оселився в бідних районах. Потім він навернув багатьох людей, у тому числі принцесу Євстелію, дочку римського правителя, охрещену у тринадцять років. Потім її батько відмовляється від неї; вона тоді живе біля єпископа. Однак цей губернатор, не підтримуючи те, що його дочка служить християнину, пропонує 150 фунтів бандитам, щоб вони усунули порушника спокою. Потім ці чоловіки спровокували бунт 2000 людей і побили єпископа камінням. Чоловік б'є сокирою голову євангеліста, яка потім розкривається. Наступної ночі Євстелія і учні святого збирають його тіло і ховають його в саду Євстелії. Ця гробниця стала місцем поклоніння і, як кажуть, чудес. Євстелія, обезголовлена за наказом батька, була похована поблизу Євтропа.

## Його могила
Через кілька століть після смерті Євтропа, під єпископом Палладія, останки святого були знайдені завдяки сну, і можна було переконатися, що це справді череп Євтропа, за слідом від удару сокира, позначена в кістці. Сам Євтропій підтвердив це відкриття (переказує Палладій), знову з'явившись уві сні і сказавши: «Цей шрам, який ви бачили на моєму черепі, є тим, що зробив мене мучеником. Це було в 1842 році, коли саркофаг, позначений іменем EUTROPIUS, і містив кістки кількох людей, приписуваних Евтропу та Євстелії, був знайдений у крипті базиліки Святого Євтропія у Сенті; але череп Євтропа завжди зберігався деінде і навіть досить довго мандрував між Бордо та Сентом, а потім був схований під час Французької революції та повернутий пріору Святого Євтропія Сента.

## Його культ у сучасній Франції: церкви та пам'ятники
На центральному заході та південному заході Франції (колишні провінції Пуату, Лімузен, Оніс, Сентонж, Ангумуа, Перігор...) є багато церков, що носять ім'я цього святого. Наведений нижче список не претендує на вичерпність; він просто показує масштаби регіону, якого торкається легенда про цього святого. Життєвість його культу особливо помітна в Сентонжі з XIX століття.
- Базиліка Святого Євтропія у Сенті носить його ім'я і містить його гробницю. Його культ є предметом процесії навколо його мощей в останній тиждень квітня.

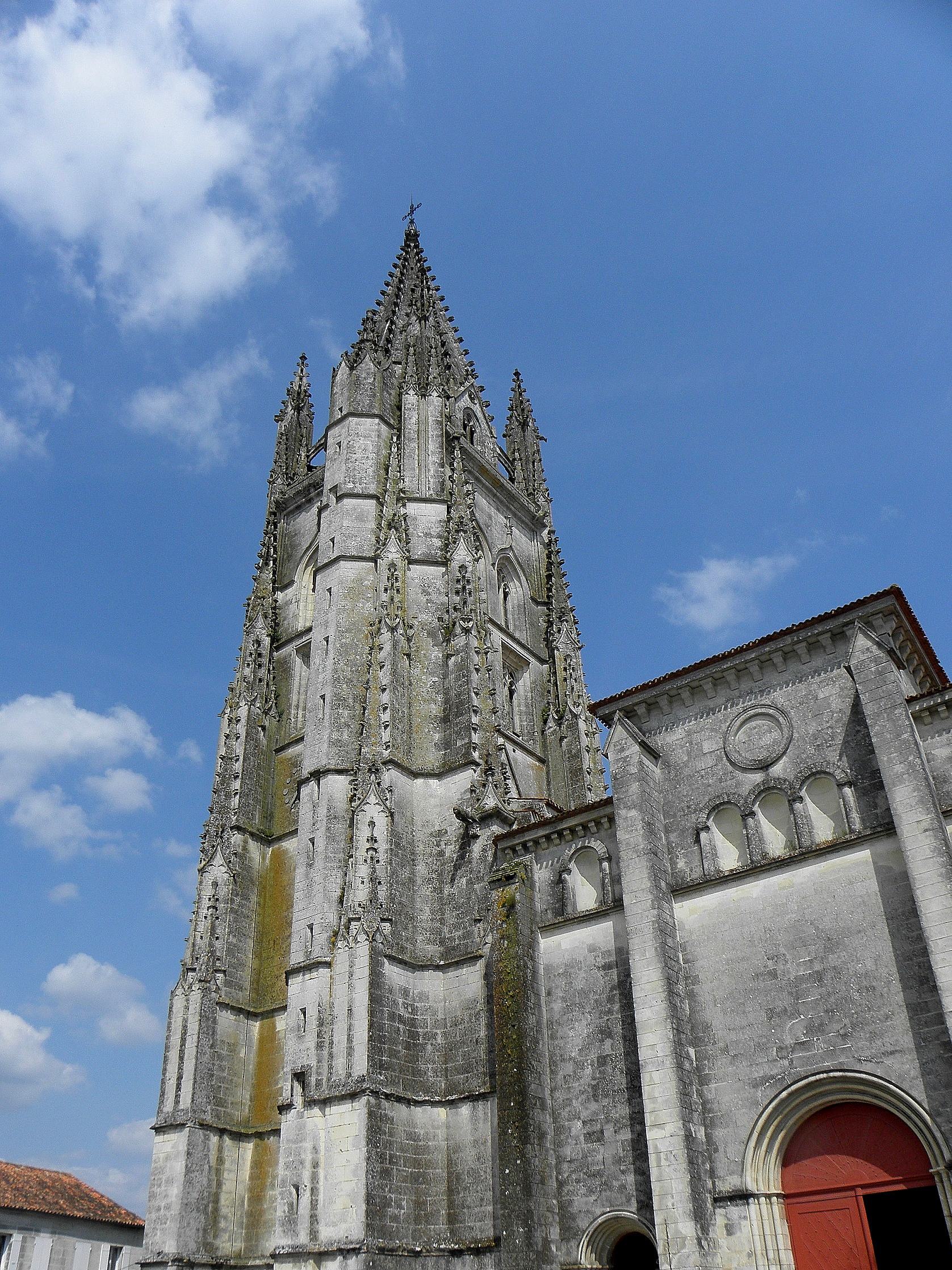
Базиліка Святого Євтропія у Сенті